# پادشاهی بایرن

پادشاهی بایرن در رایش آلمان

پادشاهی بایرن (به آلمانی: Königreich Bayern) نام دولتی بود آلمانی که میان سال‌های ۱۸۰۶ تا ۱۹۱۸ برپابود. نخستین پادشاه این دولت ماکسیمیلیان یوزف بود، او که از امرای انتخاباتی بود در ۱۸۰۶ به پادشاهی رسید و پادشاهی در خاندانش-دودمان ویتلسباخ- تا ۱۹۱۸ میلادی که این پادشاهی از میان رفت برجای‌ماند. بیشتر مرزهای بایرن کنونی در ۱۸۱۴ میلادی و به موجب پیمان پاریس تثبیت‌شد، به موجب این پیمان پادشاهی بایرن تیرول و فورآرلبرگ را به امپراتوری اتریش وانهاد و دربرابر آشافنبورگ و هسه-دارمشتات را به‌دست‌آورد.
پادشاهی بایرن، پس از پادشاهی پروس بزرگ‌ترین ایالت آلمان بود. از زمان اتحاد آلمان ۱۸۷۱ میلادی، بایرن همواره بخشی از این کشور برجای‌ماند.